# Menzel Bouzelfa
Menzel Bouzelfa (arabisch منزل بوزلفة, DMG Manzil Būzalfa) ist eine Stadt im Nordosten von Tunesien und gehört zum Gouvernement Nabeul. Sie liegt im Landesinneren der Cap-Bon-Halbinsel, rund 60 Kilometer südöstlich von der Hauptstadt Tunis und rund 20 Kilometer südwestlich von Nabeul.

## Geschichte
Menzel Bouzelfa entstand im 8. Jahrhundert zur Zeit der Aghlabiden auf den Überresten der punischen Agrarstadt Megalopolis. Die Stadt gehörte zu einer Reihe von Siedlungen, die entlang einer strategischen Verbindung zwischen der damaligen Marinebasis Tunis und dem Mittelmeerhafen Kélibia lagen. Diese Route war besonders im Zusammenhang mit den Eroberungszügen der Aghlabiden nach Sizilien und dem süditalienischen Festland von Bedeutung.
Die Stadt entwickelte sich im Laufe der Jahrhunderte unter dem Einfluss mehrerer Einwanderungswellen, darunter Araber (Banū Hilāl), Andalusier, Türken und Algerier. Der andalusische Einfluss zeigt sich bis heute in der Architektur, etwa in der Moschee und dem Mausoleum von Sidi Abdelkader.
Seit dem 17. Jahrhundert war Menzel Bouzelfa ein regionales Zentrum des Sufismus und beherbergte mehrere bedeutende Zawiyas, insbesondere der Bruderschaften Issaouia und Qadiriyya. Die Zawiya von Sidi Abdelkader galt als eine der wichtigsten ihrer Art im Maghreb und hatte Verbindungen bis nach Marokko, Libyen, Ägypten und Nigeria.
Im 20. Jahrhundert wurde die Stadt ein Zentrum des Widerstands gegen die französische Fremdherrschaft. 1952 wurde sie vom französischen Magazin L’Express gemeinsam mit Bargou als eine der Hochburgen der bewaffneten Unabhängigkeitsbewegung in Tunesien bezeichnet.

## Wirtschaft
Die Wirtschaft von Menzel Bouzelfa stützt sich vor allem auf die Landwirtschaft. Besonders die Produktion von Zitrusfrüchten ist bedeutend, wobei die Stadt und ihre Umgebung zur sogenannten „Orangenregion“ Tunesiens zählen. Neben Orangen werden auch Wein, Gemüse und Oliven angebaut. Seit Beginn der 1990er wurden zudem kleine industrielle Betriebe und Verarbeitungsanlagen für landwirtschaftliche Produkte angesiedelt.

## Sport
Der örtliche Fußballverein, Club Sportif Menzel Bouzelfa, spielt in der dritten Liga des tunesischen Fußballsystems.